# 2-丁基咪唑
2-丁基咪唑是一种有机化合物，化学式为C7H12N2。它可由1-(二乙氧基甲基)咪唑的锂盐和1-碘丁烷反应得到，产物分别用盐酸、碳酸氢钠处理后用三氯甲烷萃取提纯。2-丁基-4,5-二氢咪唑的氧化反应也能得到2-丁基咪唑。它和碘在碳酸钠的存在下于二氧六环中反应，可以得到2-丁基-4,5-二碘咪唑。它可以和锌形成金属有机框架材料。